# Esperanto

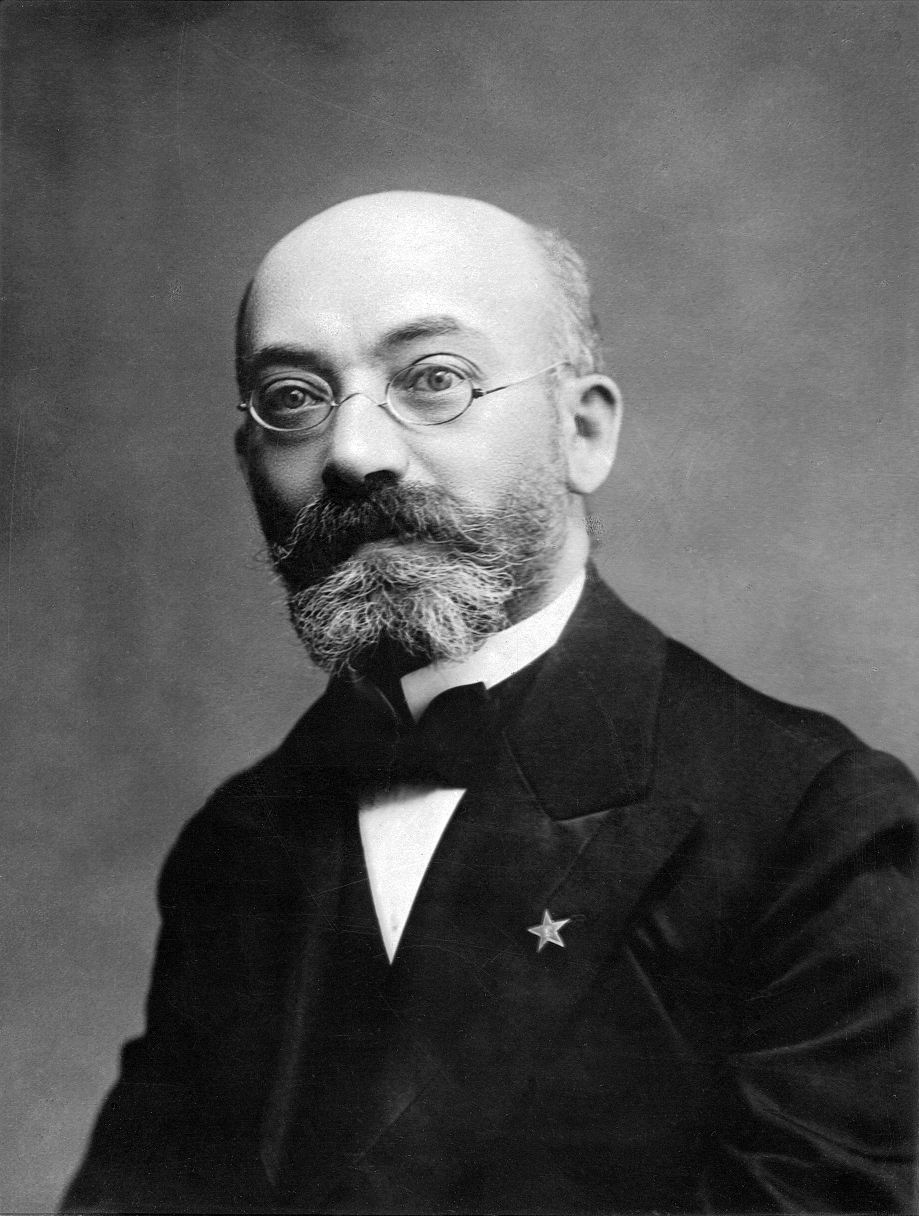
Ludwig Zamenhof 1908.

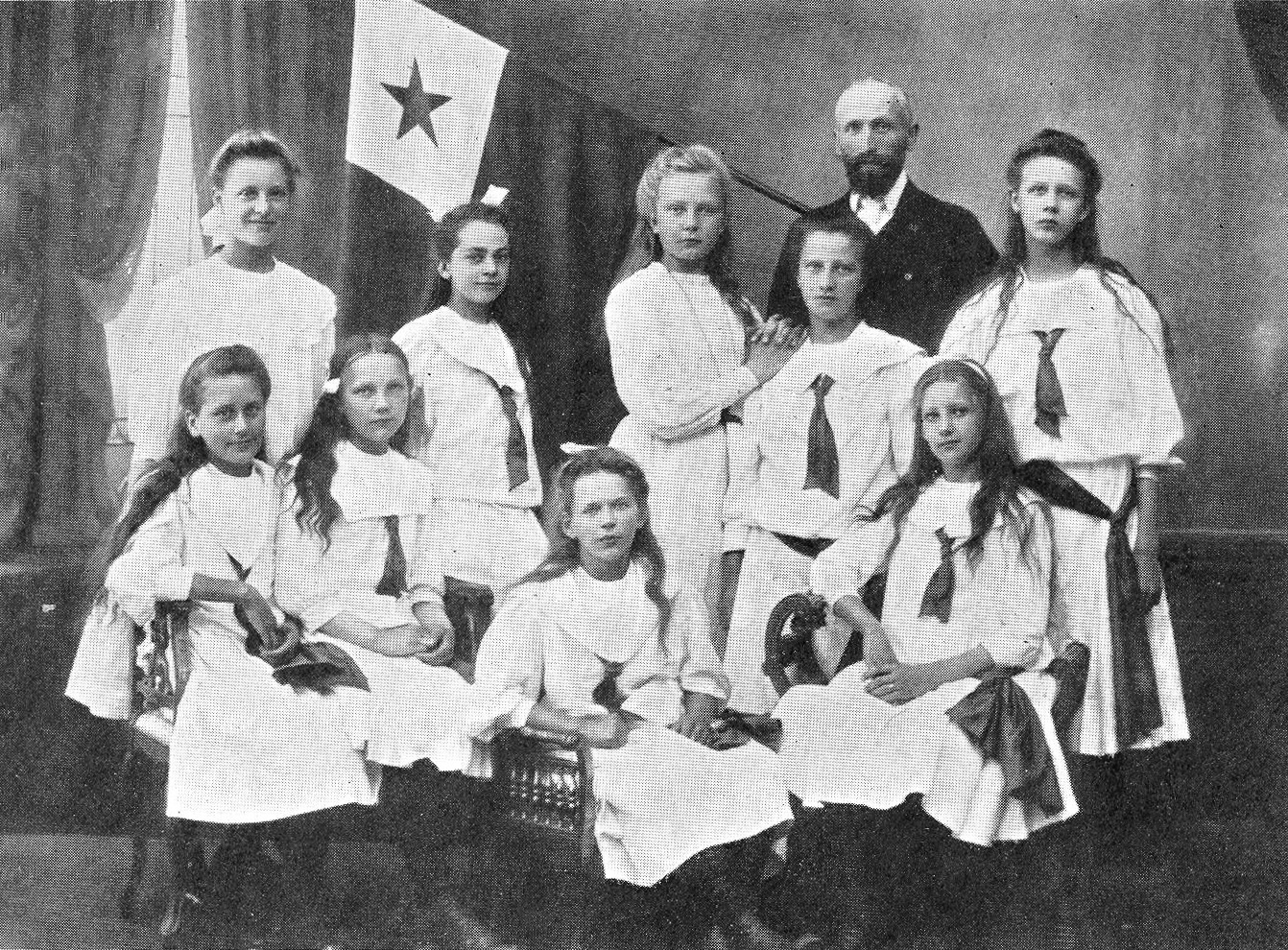
Ett vykort från Esperantostudenter i Helsingborg 1909.

Esperanto är ett planspråk som konstruerats för att fungera som internationellt hjälpspråk. Av de förslag till internationellt hjälpspråk som framlagts är esperanto det mest spridda.
Språkets namn kommer från en pseudonym, Doktoro Esperanto, det vill säga "en doktor som hoppas", som den polske upphovsmannen dr L.L. Zamenhof använde när han publicerade sitt förslag till internationellt språk år 1887. Zamenhofs syfte med esperanto var att det skulle fungera som andraspråk för alla människor och leda till ökad förståelse och minskad risk för krig och konflikter mellan olika länder och folk. Esperanto har inte antagits officiellt av någon stat. Det används dock som arbetsspråk för flera internationella föreningar och organisationer och används även av människor från olika delar av världen för mellanfolklig kommunikation.

## Bakgrund
År 1887 publicerade dr L.L. Zamenhof (1859–1917), ögonläkare i Warszawa med ryska som modersmål och sekulariserad jude, grammatik och ordlista till planspråket "Lingvo Internacia de Doktoro Esperanto", som snart kom att kallas esperanto.
Esperantos ordförråd bygger till största delen på de romanska språken med vissa germanska och slaviska inslag. Grammatiken brukar dock räknas som agglutinerande, vilket innebär att ordstammarna nästan aldrig förändras eller förkortas, utan fogas till varandra som pusselbitar. Detta innebär att esperanto morfologiskt sett står närmare ungerska, turkiska, koreanska och  japanska än de stora indoeuropeiska språken, även om grammatiken i det stora hela, liksom ordförrådet, är klart västerländska.

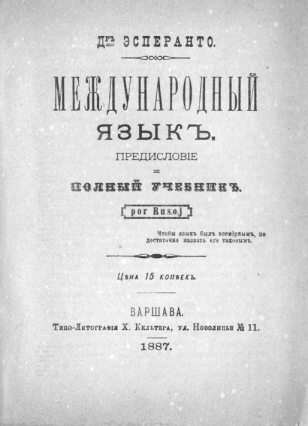
Den första läroboken i esperanto, ryskspråkig version

Zamenhofs syfte med att publicera esperanto var att det skulle bli ett allas andraspråk, som människor kunde lära sig vid sidan om modersmålet för att underlätta kommunikation mellan olika folk. Zamenhof menade att bristen på kommunikation och förståelse var en av orsakerna till krig och fiendskap mellan olika nationaliteter. En orsak till att just Zamenhof kom på denna idé kan ha varit att han växte upp i staden Białystok i nuvarande östra Polen, där fem språk – polska, ryska, vitryska, tyska och jiddisch – talades.
Snabbt slöt sig en grupp idealister i framför allt Ryssland till Zamenhof. Den första esperantoföreningen bildades 1888 i Nürnberg i Tyskland. Esperanto blev med åren ett språk som både talades och användes för fack- och skönlitteratur i original och i översättning. Förutom de ryska esperantisterna spelade esperantister i Uppsala och Paris en stor roll för språkets spridande och utveckling. Zamenhofs dotter, Lidia Zamenhof, besökte Sverige. Inom några år fanns esperantotalande i många länder.
1905 anordnades den första esperantistiska världskongressen – La Unua Universala Kongreso de Esperanto – i Boulogne-sur-Mer, Frankrike. Samma år publicerades La Fundamento de Esperanto ("Esperantos grundval"), en samling av Zamenhofs viktigaste skrifter, som accepterades av kongressen som den oantastliga grunden för språket. Ditintills hade en del reformförslag framförts som skulle ändra vissa grundläggande drag i esperantos grammatik och ortografi. Majoriteten av esperantorörelsen föredrog att ge det nya språket en stabilitet framför att fortsätta en diskussion om stora reformer. Principen var att esperanto nu tillhörde alla språkbrukare och att utvecklingen, liksom för andra språk, skulle ske genom språkanvändningen, inte genom att Zamenhof eller någon annan kunde diktera ändringar.
1907 inträffade en kris i esperantorörelsen, då en mindre grupp var missnöjda med språkets utformning och förespråkade en genomgripande reform. När förslaget inte fick majoritetens stöd lanserades det reformerade språket ido ("avkomling" på esperanto) och en brytning skedde i rörelsen. Sedan dess har hundratals konstgjorda språk lanserats, utan att något har fått samma spridning som esperanto.[källa behövs]
De första esperantisterna var till övervägande del intellektuella. Efter första världskriget växte språket och dess bas breddades genom att en arbetaresperantorörelse utvecklades. Även Sovjetunionen förhöll sig först positivt till esperanto, men under den senare delen av 1930-talet utsattes esperantisterna där för förföljelser, liksom i Nazityskland. Efter andra världskriget har språket spritts i mer långsam takt.
Esperantos framgångar jämfört med de andra konstgjorda språken brukar förklaras med ett flertal faktorer. Dels intar esperanto en mellanställning mellan de naturalistiska konstgjorda språken, som försöker imitera befintliga språk både vad gäller grammatik och ordförråd, och de schematiska språken, som är mycket olika de befintliga. L.L. Zamenhof avstod också från sin upphovsrätt på språket och lät det utvecklas fritt som vilket annat språk som helst. På detta sätt har esperanto fått ett liv och en livskraft som inte andra konstgjorda språk har. Ytterligare en annan förklaring är att esperanto mycket tidigt sammankopplades med interna ideo ("inre idé") som innebär att man tänker sig att esperanto, som ett allas andra språk vid sidan av modersmålen, innebär ökad kommunikation och förståelse mellan folken, och på så sätt leder till fred och samarbete. Dikter och sånger har skrivits och används vid olika manifestationer för esperanto, där också symbolen för esperanto, en grön femuddig stjärna, används på flaggor och rockslagsmärken.
Upphovsmännen till många andra konstgjorda språk bemödade sig därför om att deras språk skulle vara helt frikopplade från alla ideologier. Det visade sig att esperantos interna ideo utövade en betydligt större lockelse på allmänheten än de andra språkens frihet från ideologier. Brytningen med gruppen kring ido kan alltså inte enbart förklaras med olika uppfattningar i grammatiska frågor.[källa behövs]

## Språklig struktur

### Fonologi
Esperanto har 22 konsonanter och 5 vokaler. Betoningen ligger alltid på den näst sista vokalen, utom i de fall då slutvokalen o elideras (det vill säga faller bort; i praktiken nästan enbart inom poesi). Till exempel uttalas familio (familj) [fa.mi.ˈli.o], men famili’ [fa.mi.ˈli].

#### Konsonanter
|                     | Bilabial | Bilabial | Labio- dental | Labio- dental | Alveolar | Alveolar | Post- alveolar | Post- alveolar | Palatal | Palatal | Velar | Velar | Glottal | Glottal |
| ------------------- | -------- | -------- | ------------- | ------------- | -------- | -------- | -------------- | -------------- | ------- | ------- | ----- | ----- | ------- | ------- |
| Klusil              | p        | b        |               |               | t        | d        |                |                |         |         | k     | g     |         |         |
| Nasal               |          | m        |               |               |          | n        |                |                |         |         |       |       |         |         |
| Flapp               |          |          |               |               |          | ɾ        |                |                |         |         |       |       |         |         |
| Frikativa           |          |          | f             | v             | s        | z        | ʃ              | ʒ              |         |         | x     |       | h       |         |
| Affrikata           |          |          |               |               | ʦ        |          | ʧ              | ʤ              |         |         |       |       |         |         |
| Lateral approximant |          |          |               |               |          | l        |                |                |         |         |       |       |         |         |
| Approximant         |          |          |               |               |          |          |                |                |         | j       |       |       |         |         |

Ljudet /r/ uttalas antingen som en alveolar flapp ([ɾ] i IPA) eller rullande. /v/ uttalas som ett svenskt v, men kan ofta ligga någonstans mellan v och ett engelskt w (IPA [ʋ]), eller ibland som ett engelskt w, beroende på talarens språkliga bakgrund. Halvvokalen [u̯] förekommer normalt endast i diftonger efter vokalerna /a/ och /e/. Det är vanligt att vissa konsonanter assimileras, särskilt i konsonantkombinationerna /nk/, som kan uttalas [ŋk] som i svenska sjunk, och /kz/ som kan uttalas [gz], som x-et i engelskans example.
Ett relativt stort antal konsonantkombinationer kan förekomma, upp till tre initialt i ord och upp till fyra medialt, till exempel i ordet instrui, undervisa. Finala konsonantkombinationer är ovanliga utom när finalt o elideras i poesi, samt i några få ord som cent (hundra) och post (efter).

#### Vokaler
Esperanto har fem vokaler, desamma som i exempelvis spanska och swahili. Det görs ingen fonematisk skillnad mellan korta och långa vokaler.
|           | Främre | Bakre |
| --------- | ------ | ----- |
| Sluten    | i      | u     |
| Halvöppen | e      | o     |
| Öppen     | a      | a     |

Det finns sex fallande diftonger: /ui̯, oi̯, ei̯, ai̯, au̯, eu̯/.
Att vokalsystemet endast har fem vokaler innebär att en ganska stor variation i dessas uttal tolereras. Till exempel varierar /e/ normalt från [e] (ett slutet e) till [ɛ] (mer åt ett svenskt 'ä'). Även esperantons 'o' kan ha ett mer öppet eller slutet uttal. Detaljerna beror ofta på talarens modersmål. Det förekommer hos vissa talare att en glottisstöt uttalas mellan två vokaler som står bredvid varandra, särskilt när dessa är samma vokal, som i orden heroo (hjälte) och praavo (farfarsfar eller morfarsfar).

### Skrift
Esperanto skrivs med en variant av latinska alfabetet. Bokstäverna q, w, x och y förekommer inte i några esperantoord utan endast i namn från andra språk. Esperanto har dessutom vissa speciella bokstäver med diakritiska tecken, nämligen ĉ, ĝ, ĥ, ĵ, ŝ och ŭ. Varje bokstav motsvarar ett fonem.
Namnen på konsonanterna bildas vanligen genom att man lägger till ett o.
| Bokstav | Namn | Ljudvärde (IPA) | Motsvarighet                                                                  | Kommentar          |
| ------- | ---- | --------------- | ----------------------------------------------------------------------------- | ------------------ |
| Aa      | a    | [a]             | a i katt                                                                      |                    |
| Bb      | bo   | [b]             | b i båt                                                                       |                    |
| Cc      | co   | [ʦ]             | ts i vitsar                                                                   |                    |
| Ĉĉ      | ĉo   | [ʧ]             | tsch i ritsch, ttk i råttkött                                                 |                    |
| Dd      | do   | [d]             | d i dag                                                                       |                    |
| Ee      | e    | [e] eller [ɛ]   | e i len eller i helst                                                         |                    |
| Ff      | fo   | [f]             | f i fisk                                                                      |                    |
| Gg      | go   | [g]             | g i gå                                                                        |                    |
| Ĝĝ      | ĝo   | [ʤ]             | dj i maharadja, engelskt G i German, svahiliskt j i maji                      |                    |
| Hh      | ho   | [h]             | h i hatt                                                                      |                    |
| Ĥĥ      | ĥo   | [ɧ] eller [x]   | sj i sjunga                                                                   | en ovanlig bokstav |
| Ii      | i    | [i]             | i i vid eller vitt                                                            |                    |
| Jj      | jo   | [j]             | j i kaja                                                                      | halvvokal          |
| Ĵĵ      | ĵo   | [ʒ]             | tonande engelskt s i measure, franskt j i jour, östermalmstockholmskt r i rar |                    |
| Kk      | ko   | [k]             | k i klok                                                                      |                    |
| Ll      | lo   | [l]             | l i liv                                                                       |                    |
| Mm      | mo   | [m]             | m i mat                                                                       |                    |
| Nn      | no   | [n]             | n i näsa                                                                      |                    |
| Oo      | o    | [o] eller [ɔ]   | å i svål eller i påsk                                                         |                    |
| Pp      | po   | [p]             | p i palsternacka                                                              |                    |
| Rr      | ro   | [r]             | tungspets-r i rar                                                             |                    |
| Ss      | so   | [s]             | s i ses                                                                       |                    |
| Ŝŝ      | ŝo   | [ʃ]             | engelskt sh i shell, tyskt sch i waschen, franskt ch i chaque                 |                    |
| Tt      | to   | [t]             | t i täta                                                                      |                    |
| Uu      | u    | [u]             | o i stor eller bonde                                                          |                    |
| Ŭŭ      | ŭo   | [w]             | u i aula eller Europa                                                         | halvvokal          |
| Vv      | vo   | [v]             | v i väder                                                                     |                    |
| Zz      | zo   | [z]             | tonande s som engelskt z i zone, franskt s i viser, tyskt s i böse            |                    |

#### Alternativa skrivsätt
Esperantos specialbokstäver ĉ ĝ ĥ ĵ ŝ ŭ har tidigare orsakat problem för tryckerier och datoranvändare. Zamenhof rekommenderade att den som inte har tillgång till bokstäver med övertecken skulle skriva ĉ ĝ ĥ ĵ ŝ med tillägg av h i stället för med cirkumflex, alltså ch gh hh jh sh, samt att ŭ skrivs som ett vanligt u utan breve. I början av 1990-talet började tidskriften Eventoj förespråka ett nytt skrivsätt som lämpar sig bättre för datorer, nämligen att alla specialbokstäverna skrivs med tillägg av x, alltså cx gx hx jx sx ux. Det gör det lättare att upprätthålla den alfabetiska ordningsföljden och att konvertera till standardstavningen ("ebligas tuttekste anstataŭi"). Exempelvis esperantiska Vikipedio använder detta skrivsätt för all redigering.

#### Stenografi
Ända sedan slutet av 1800-talet har stenografiska system använts på esperanto. Redan den första världskongressen 1905 stenograferades ned. System grundade på den tyska kursiva traditionen efter Gabelsberger har dominerat. På 1960-talet lanserades ännu ett system för esperanto, det s.k. Unesten (Universala esperanta stenografio), en anpassning av Stolze-Schreys system. Det har dock inte slagit igenom eftersom det är mycket snabbt och därför också svårt att lära sig. På 2000-talet har langolisk skrift utvecklats med utgångspunkt i Melins stenografisystem. Den är enklare, men ännu föga spridd.

### Grammatik
Esperantos ord bildas genom att oföränderliga ordrötter sammanfogas med grammatiska ändelser och ordbildningsaffix. Detta sker på ett mycket regelbundet sätt, så att talare normalt kan bilda nya ord medan de talar och bli förstådda. Sammansatta ord bildas med det beskrivande ordet först och huvudordet sist, på samma sätt som i svenska fågelsång gentemot sångfågel. Se vidare i stycket Ordbildning nedan.

#### Ordklasser
Ett mycket karakteristiskt drag i esperanto är att olika ordklasser markeras med separata ändelser: substantiv i grundform slutar på -o, adjektiv i grundform på -a, adverb på -e (vissa icke-avledda adverb har dock specialiserade ändelser eller ingen ändelse), och verb slutar på någon av sex ändelser, till exempel presens på -as.
Esperantos substantiv och adjektiv har två kasus, nominativ och ackusativ, samt två numerus, singular och plural. Adjektivet kongruerar med substantivet i numerus och kasus.
Plural bildas med tillägg av ändelsen -j. Substantiv i plural slutar därmed på -oj och adjektiv i plural på -aj. Ackusativ bildas med ändelsen -n. Substantiv i ackusativ slutar därmed på -on och adjektiv på -an. Ackusativ plural av substantiv slutar på -ojn och av adjektiv på -ajn.
| Substantiv | Nominativ | Ackusativ |
| ---------- | --------- | --------- |
| Singular   | -o        | -on       |
| Plural     | -oj       | -ojn      |

| Adjektiv | Nominativ | Ackusativ |
| -------- | --------- | --------- |
| Singular | -a        | -an       |
| Plural   | -aj       | -ajn      |

De sex verbändelserna är tempusformerna presens på -as, futurum på -os och preteritum på -is, modusformerna konditionalis på -us och volitiv (ungefär motsvarande imperativ) på -u, samt infinitiv på -i. Verben böjs inte efter person eller numerus. Exempel på verbböjning: kanti – att sjunga, mi kantas – jag sjunger, mi kantis – jag sjöng, mi kantos – jag kommer att sjunga.
| Verbform      | Ändelse      |
| ------------- | ------------ |
| Presens       | -as (kantas) |
| Preteritum    | -is (kantis) |
| Futurum       | -os (kantos) |
| Infinitiv     | -i (kanti)   |
| Volitiv       | -u (kantu)   |
| Konditionalis | -us (kantus) |

Av verben bildas sex olika participformer, tre aktiva och tre passiva:
| Tempus     | Aktivum                                   | Passivum                                   |
| ---------- | ----------------------------------------- | ------------------------------------------ |
| Presens    | -ant- (kantanta "som sjunger, sjungande") | -at- (kantata "som sjungs")                |
| Preteritum | -int- (kantinta "som har sjungit")        | -it- (kantita "som har sjungits, sjungen") |
| Futurum    | -ont- (kantonta "som kommer att sjunga")  | -ot- (kantota "som kommer att sjungas")    |

#### Användning av ackusativformen
Ackusativormerna med ändelsen -n används för att uttrycka det direkta objektet. Exempel:
Ni amas vin, vi älskar er;
Nin amas vi, oss älskar ni = ni älskar oss.
Ackusativformerna används också för att uttrycka riktning efter rumsprepositioner. (För att uttrycka en skillnad mellan riktning och befintlighet, så böjer man alltså huvudordet, precis som i till exempel tyska, latin och Zamenhoffs eget språk, polska; inte själva prepositionen som i svenskan.) Exempel:
Riktning: Mi iris en la ĉambron, jag gick in i rummet.
Befintlighet: Mi iris en la ĉambro, jag gick (runt) inne i rummet.

#### Ordföljd
Ordföljden är mycket fri: adjektiv kan föregå eller följa substantiv och subjekt, predikat och objekt kan förekomma i vilken ordning som helst. Emellertid kommer bestämda artikeln la och demonstrativa pronomen nästan alltid före det föremål som de styr, och prepositioner måste komma före det. Negationen ne (inte) och konjunktioner som kaj (och, både) och ke (att) måste föregå den fras eller sats som de introducerar.
Räkneord i grundtal står vanligtvis, men inte nödvändigtvis, före det som räknas: tri knabinoj (tre flickor). Ordningstal står i lika fri ordföljd som adjektiv: la tria knabino = la knabino tria = tria la knabino = knabino la tria (den tredje flickan).
Adverb kan stå valfritt före eller efter sitt verb. Adverb står vanligen framför det adjektiv som det styr. Negationen ne (ej), står omedelbart framför det ord som det nekar, vilket ger goda möjligheter till precision i uttrycket. Detsamma gäller några andra små ord såsom tre (väldigt).
Ord som tillhör samma satsdel står tillsammans. Undantag förekommer dock, särskilt i äldre esperanto och i poesi, till exempel i Esperantohymnen, där ett ackusativobjekt på sjätte versraden klyvs av sitt predikat:
Ĝi la homan tiras familion. Ordagrant betyder det Det den mänskliga drar familjen, men eftersom både homan och familion slutar på ackusativändelsen n förstår man att dessa ord hör ihop. Med svensk ordföljd blir det Det drar den mänskliga familjen eller drar det den mänskliga familjen.

### Ordförråd
Esperantos ordförråd kommer till absolut övervägande del från europeiska språk. Cirka 75 procent av ordförrådet kommer från romanska språk och latin, cirka 20 procent från germanska språk, främst engelska och tyska, och de övriga 5 procenten från grekiska, slaviska språk och andra språk.
Ofta går esperantoord tillbaka på besläktade ordvarianter i flera språk. I ett antal fall förekommer kompromissformer mellan olika språks varianter. I vissa fall har ordet modifierats för att undvika homonymi.
Exempel:
- från latin och romanska språk:
  - latin: sed, tamen, okulo ...(men, fastän, öga)
  - franska:  dimanĉo, ĉe, frapi, ĉevalo  ...(söndag, hos, knacka, häst)
  - italienska:  ĉielo, fari, voĉo ...(himmel, göra, röst)
  - flera: facila, fero, verda ...(lätt, järn, grön)
- från germanska språk:
  - tyska: baldaŭ, bedaŭri, nur ...(snart, beklaga, endast)
  - engelska: birdo, fajro, mitingo ...(fågel, eld, möte)
  - svenska: slojdo ...(slöjd)
  - flera: bildo, fiŝo, fremda, hasti, somero, vintro (bild, fisk, främmande, skynda, sommar, vinter)
- från slaviska språk:
  - polska: ĉu, moŝto ...([frågepartikel], höghet)
  - ryska: serpo, vosto ...(skära (redskap), svans)
  - flera: klopodi, krom, pravi ...(företa sig, utom, ha rätt)
- från andra indoeuropeiska språk
  - grekiska: kaj, biologio, politiko ...(och, biologi, politik)
  - litauiska: du, ju, tuj ...(två, ju, genast)

- från andra språk
  - samiska: boaco ...(ren (djur))
  - japanska: hajko, utao, zeno ...(haiku, uta, zen) [11]

#### Ordbildning
Esperanto har ett mycket produktivt ordbildningssystem. Nya ord bildas med affix och genom sammansättning. Systemet med fasta ordklassändelser gör att man av en godtyckligt vald rot kan bilda flera ord, till exempel kan av roten vid automatiskt bildas
- vidi "att se" (verb, infinitiv)
- vido "syn" (substantiv, ental, obestämd form, nominativ)
- vida "visuell, som har med syn eller seende att göra" (adjektiv, ental, nominativ)
- vide "visuellt, med synen" (adverb)

Dessutom finns ett antal lexikala prefix och suffix som fogas till roten för att ge mer specialiserade betydelser. Ett lexikalt suffix infogas mellan roten och ordklassändelsen, till exempel suffixet ebl i orden videbla, "synlig", och videble, "synligt". Prefixet sätts före roten och modifierar dess betydelse, till exempel prefixet ek i ordet ekvidi "få syn på". De lexikala affixen kan även användas som rötter om en grammatisk ändelse tillfogas, till exempel ebla (med adjektivändelsen -a), "möjlig".

##### Sammansättningar
Sammansatta ord är vanliga i esperanto. Den grundläggande principen för sammansättning är densamma som i svenskan, nämligen att det ord som kommer sist är det grundläggande för betydelsen. Rötter kan sättas ihop direkt eller länkade av en epentetisk vokal för att underlätta uttalet. Vokalen är då oftast substantivändelsen -o-, som används utan åtskillnad för numerus eller kasus, men andra ordklassändelser kan användas när det första ledets ordklass behöver ändras.
kantobirdo (en sångfågel) gentemot birdokanto (en fågelsång)
velŝipo (en segelbåt) gentemot ŝipvelo (ett båtsegel)
multekosta (dyr, med adverbmarkören -e-)
Prepositioner förekommer ofta i sammansättningar, och fungerar ungefär som prefix,
pripensi ion (att betänka något) gentemot pensi pri io (att tänka på något).
Eftersom affix kan användas som rotord och rötter kan kombineras som affix är gränsen mellan de båda flytande. Många så kallade affix går inte att skilja från andra rötter. "Sanna" affix är emellertid grammatiskt fasta som antingen prefix eller suffix, medan rötternas ordning inom sammansättningar styrs av semantiken.
Enligt grundreglerna är det tillåtet att särskilja ordstammarna i sammansatta ord med apostrof för att underlätta för nybörjare att förstå orden: kant'o'bird'o, vel'ŝip'o, mult'e'kost'a.

##### Prefix
Vanligt förekommande prefix:
| bo-  | släktskap genom giftermål, svär-                                 | bopatro (svärfar), bofratino (svägerska), bofilo (måg), bofamilio (svärfolk) |
| dis- | itudelning, isärdelning, spridning                               | disĵeti (kasta omkring), dissendi (skicka runt, dela ut), disatomi (klyvas genom atomklyvning), dispecigi (dela i bitar)                                                              |
| ek-  | perfektiv aspekt (begynnande, plötslig eller kortvarig handling) | ekbrili (blixtra), ekami (bli kär), ekkrii (skrika ut), ekde (från och med), Ek! (Sätt i gång!)                                                                                       |
| eks- | före detta, ex-                                                  | eksedzo (exmake), eksministro (före detta minister), eksiĝi (avgå eller avsättas) |
| fi-  | skamlig                                                          | fihomo (en dålig person), fivorto (fult ord), Fi al vi! (Fy på dig!), fifaroj (missgärningar)                                                                                         |
| ge-  | sammanfattar båda könen                                          | gepatroj (föräldrar), gesinjoroj (damer och herrar), la gezamenhofoj (Zamenhofs), gelernejo (samskola), geiĝi (bilda par)                                                             |
| mal- | raka motsatsen                                                   | malgranda (liten), malriĉa (fattig), maldekstra (vänster) |
| mis- | felaktigt, miss-                                                 | misloki (felplacera), misakuzi (felaktigt anklaga), misfamiga (vanhedrande, av fama 'välkänd' och det kausativa suffixet -ig)                                                         |
| pra- | ur-, för-, gammel-, proto-                                       | praavo (gammelfarfar eller gammelmorfar), prapatro (förfader), prabesto (förhistoriskt djur), prahindeŭropa (protoindoeuropeisk), pratempo (urtid)                                    |
| re-  | åter, igen                                                       | resendi (skicka tillbaka), rekonstrui (återuppbygga), reaboni (förnya en prenumeration), rebrilo (reflektion, glans, av brili 'skina'), reira bileto (returbiljett, av iri 'gå, åka') |

Förutom de ovan listade affixen förekommer vissa inofficiella affix som antingen inte är allmänt accepterade eller enbart används i begränsade sammanhang, som inom vetenskaplig terminologi.
Prepositioner kan också användas som förleder. Vanligast är al- (till, mot), antaŭ- (före, framför), ĉirkaŭ- (omkring), de- (av, från), el- (ur, slut-), ĝis- (tills, ända fram till), inter- (mellan), kontraŭ- (emot), kun- (med), per- (med hjälp av), post- (efter), preter- (förbi), sub- (under), super- (över), tra- (igenom) och trans- (bortom).

##### Suffix
Följande suffix är normalt förekommande i esperanto.
De flesta suffix har en viss ordklassbetydelse, som i listan anges med ordklassändelsen. Till exempel används aĵ
normalt för att bilda substantiv av adjektiv eller verb. I de fall suffixet inte har en sådan funktion står ett bindestreck i stället för ändelse.
| -aĉ-             | pejorativt (uttrycker att saken eller handlingen är dålig) | domaĉo (ruckel, av domo, 'hus'), veteraĉo (dåligt väder, av vetero, 'väder'), rigardaĉi (stirra på, av rigardi 'titta på'), ĉevalaĉo (hästkrake) |
| -adi, -ado       | imperfektiv aspekt (vanlig, upprepad eller pågående handling), som substantiv handling eller process                                                                         | kuradi (att springa ihållande), parolado (ett tal), adi (att fortsätta), pafado (skottlossning), la rigardado (tittandet) |
| -aĵo             | en konkret företeelse | manĝaĵo (mat, från 'äta'), novaĵo (nyhet) |
| -ano             | medlem, anhängare, deltagare, invånare | kristano (kristen), klubano (klubbmedlem), kongresano (kongressdeltagare), islandano (islänning) |
| -aro             | ett kollektiv | arbaro (skog, av arbo, 'träd'), vortaro (ordbok, av vorto, 'ord'), ŝafaro (fårskock), homaro (mänsklighet, av homo, 'människa') |
| -ĉjo             | maskulint smeknamn. Fogas till en förkortad variant av roten | Peĉjo (Pelle), paĉjo (pappa), fraĉjo (brorsa) – från Petro (Per), patro (fader), frato (broder) |
| -ebla            | möjlig | kredebla (trolig), videbla (synlig), farebla (genomförbar) |
| -eco             | en abstrakt egenskap | amikeco (vänskap), boneco (godhet) |
| -eg-             | augmentativt (förstorande) | domego (herrgård), librego (tjock bok, "tegelsten"), varmega (het), ridegi (gapskratta) |
| -ejo             | en plats som karakteriseras av roten | lernejo (skola, av lerni 'lära'), vendejo (varuhus, av vendi 'sälja'), juĝejo (domstol, av juĝi 'döma'), kuirejo (kök, av kuiri, 'laga mat'), hundejo (kennel), senakvejo (öken, av sen akvo, 'utan vatten'), park'um'ejo (parkeringsplats)                                  |
| -ema             | som har en benägenhet eller tendens | ludema (lekfull), parolema (pratsam), dormema (sömnig) |
| -enda            | "som måste..." | pagenda (som måste betalas), legendaĵo (obligatorisk läsning) |
| -ero             | liten beståndsdel | ĉenero (länk, av ĉeno, 'kedja'), fajrero (gnista, av fajro 'eld'), neĝero (snöflinga, av neĝo 'snö'), kudrero (stygn, av kudri, 'sy'), ero (smula, korn etc) |
| -estro           | ledare, chef | lernejestro (rektor för en skola), urbestro (borgmästare), centestro (centurion, av cent 'hundra') |
| -et-             | diminutiv | dometo (stuga), libreto (liten skrift), varmeta (ljummen), rideti (le) |
| -io              | (inofficiellt och oegentligt, då det strider mot Fundamento de Esperanto) landsnamn efter en geografisk företeelse, i nyare esperanto även efter ett folkslag (Se även -ujo) | Meksikio (Mexiko, av Meksiko 'Mexico City'), Niĝerio (Nigeria, av Niĝero 'floden Niger'), Anglio (England, av anglo 'engelsman'), patrio (fosterland, fädernesland, av patro 'far') [detta suffix kan inte användas som en rot]                                              |
| -iĉo eller -uĉo  | (inofficiellt) hanne, individ av hankön (jämför -ino) (I äldre esperanto används i stället förledet vir- eller ingenting alls.)                                              | kapruĉo (getabock), kokuĉo (tupp), anseruĉo (gåskarl), molanasuĉo (guding), lumpuĉo (stenbit, av lumpo, 'sjurygg') |
| -ido             | avkomling, unge, ättling | katido (kattunge), reĝido (prins, av reĝo, 'kung'), izraelido (israelit), kokido (kyckling), bovido (kalv), ĉevalido (föl), porkido (kulting), kaprido (killing), ŝafido (lamm), hundido (valp), ranido (grodyngel), arbido (trädplanta)                                     |
| -igi             | göra, orsaka (transitiverings- eller kausativsuffix) | mortigi (döda, av morti, 'dö'), purigi (ren(gör)a), konstruigi (låta bygga) |
| -iĝi             | bli (intransitiv-, inkoativ- eller medialsuffix) | amuziĝi (roa sig), naskiĝi (födas), ruĝiĝi (rodna, av ruĝa, 'röd'), fariĝi (att bli, göras) |
| -ilo             | redskap, hjälpmedel | ludilo (leksak), tranĉilo (kniv, av tranĉi 'skära'), helpilo (hjälpmedel) |
| -ino             | femininsuffix | bovino (ko), porkino (so), ĉevalino (sto), ŝafino (tacka), hundino (hynda), katino (katta), kokino (höna), molanasino (åda, av mol'anaso, ejder), lumpino (kvabbso), patrino (mor), studentino (studentska), amantino (älskarinna), francino (fransyska), polino (en polska) |
| -inda            | "-värd" | memorinda (minnesvärd), kredinda (trovärdig), fidinda (pålitlig), vidinda (sevärd) |
| -ingo            | hållare, skida | glavingo (svärdsskida, av glavo, 'svärd'), kandelingo (ljusstake), ŝraŭbingo (mutter, av ŝraŭbo, 'skruv'), kontaktingo (eluttag) |
| -ismo            | doktrin, system, -ism | komunismo (kommunism), kristanismo (kristendom) |
| -isto            | person som yrkesmässigt eller aktivt ägnar sig åt en idé eller aktivitet | instruisto (lärare), dentisto (tandläkare), abelisto (biodlare) |
| -njo             | feminint smeknamn. Fogas till en förkortad variant av roten | Manjo (Maja), panjo (mamma) franjo (syrra) – från Mario (Maria), patrino (moder), fratino (syster) |
| -obla            | "-faldig, -dubbel" | duobla (dubbel), trioble (trefaldigt) |
| -ono             | bråkdel | duona (halv), centono (en hundradel) |
| -ope             | i sänder, åt gången | duope (två och två), gutope (droppvis) |
| -uĉo (även -iĉo) | (Ej officiellt) hanne, individ av hankön (jämför -ino) (I äldre esperanto används i stället förledet vir- eller ingenting alls.)                                             | bovuĉo (tjur), ĉevaluĉo (hingst), eksĉevaluĉo (vallack), porkuĉo (galt), ŝafuĉo (vädur), kokuĉo (tupp), anasuĉo (andrake), lumpuĉo (stenbit, av lumpo, sjurygg), francuĉo (fransman), poluĉo (polack),skoltuĉo (pojkscout)                                                   |
| -ujo             | behållare, land (ålderdomligt i betydelsen politisk enhet) | monujo (portmonnä, av mono, 'pengar'), abelujo (bikupa), Anglujo (England [numera även Anglio]), Kurdujo (Kurdistan, de kurdiska områdena), Svedujo (Sverige), Nordujo (Norden)                                                                                              |
| -ulo             | en person med rotens egenskap | junulo (yngling, ungdom), sanktulo (helgon), abocoulo (en som lär sig läsa, av aboco "ABC"), blindulo (en som är blind), fanfaronulo (en skrytsam person), nigrulo (svart person, "neger" – OBS EJ nedsättande ord!), blankulo (viting, person av "kaukasisk ras")           |
| -um-             | odefinierat ad hoc-suffix (sparsamt använt) | kolumo (krage, av 'hals'), krucumi (korsfästa, av 'kors'), malvarmumo (förkylning, av malvarma, 'kall'), plenumi (uppfylla (till exempel ett löfte) av plena, 'full'), brakumi (krama, omfamna, av brako, 'arm'). duumaj nombroj (binära tal), parkumi (parkera)             |

##### Exempel på ordbildning
amantino (en älskarinna)
aminda (värd att älska, älskvärd)
amema (som har en tendens att älska, kärleksfull)
malameti (att ogilla)
esperiga (hoppfull [om en situation: som åstadkommer hopp])
esperema (hoppfull [om en person: som tenderar att hoppas])
Esperantujo (esperantogemenskapen)
esperantaĉo (dålig esperanto)
Affix kan användas på nyskapande sätt, så att ord skapas som inte existerar i nationella språk. Resultatet kan bli poetiskt: i en roman på esperanto öppnar en man en bok med bruten rygg, och de gulnade sidorna disliberiĝas [av roten liber'a (fri) och affixen dis- och -iĝ-]. Det finns inget motsvarande sätt att beskriva detta på svenska, men det skapar en stark bild av att sidorna flyr ut ur boken och sprids på golvet. Ordet är dessutom förståeligt första gången man möter det.
Avledning med affix utökar talarnas ordförråd kraftigt, ibland bortom det som de kan på sina modersmål. Ofta kan ett antal ord som på exempelvis svenska måste läras in separat på esperanto bildas regelbundet av ett begränsat antal rötter och affix. Det förekommer emellertid också att esperanto har separata rötter för ord som även kan bildas genom avledning.
I Fundamento de Esperanto illustrerade Zamenhof ordbildningen genom att avleda motsvarigheterna till "tillfriskna, sjukdom, sjukhus, patient, läkare, läkemedel, apotek" etc. från sana (frisk). Inte alla de ord som blir resultatet går enkelt att översätta till svenska, ofta därför att de urskiljer fina nyanser som saknas i svenskan:

##### Ett hälsosamt exempel
Med hjälp av för- och efterleder kan man ur ett enda grundord med lätthet bilda ett stort antal ord, till exempel:
- sana "frisk"
- la sano "hälsan"
- sane "sunt"
- saneco "friskhet, sundhet"
- sanigi "att göra frisk", en synonym för kuraci, "att bota"
- saniga "friskgörande", "hälsosam"
- sanigisto "en friskgörare", en omskrivning av kuracisto, "en läkare"
- nesanigebla, "obotlig", synonym till nekuracebla
- saniĝi "att bli frisk"
- resaniĝi "att åter tillfriskna"
- resanigi "att (åter) bota"
- nesana "ej frisk", "osund"
- malsana "sjuk"
- malsaneta "krasslig"
- malsanega "jättesjuk"
- malsani "att vara sjuk"
- malsaneco "sjukhet", egenskapen att vara sjuk
- malsanoj "sjukdomar"
- malsanegoj "svåra sjukdomar"
- malsanulo "en sjukling"
- malsanularoj "skaror av sjuklingar"
- malsanulido "ett barn till en sjukling"
- malsanuluĉa "som hör ihop med manlig(a) sjukling(ar)"
- malsanulejo "ett sjukhus", synonym till hospitalo
- malsanulejaro "ett bestånd av sjukhus"
- malsanulejeto "en sjukstuga"
- malsanulejego "ett stort sjukhus"
- malsanulejestro "en sjukhusdirektör"
- malsaniga "som man blir sjuk av"
- malsaniĝi "att bli sjuk", nästan en synonym till
- ekmalsani "att börja vara sjuk"
- malsaniĝanto "en person som håller på att bli sjuk"
- malsaniĝema "benägen att bli sjuk", som även kan vara ett mildare sätt att säga hipokondria, "hypokondrisk"
- malsaniĝemo "sjuklighet", "benägenhet att bli sjuk", som har en liten betydelseskillnad mot
- malsanemo "sjuklighet", "benägenhet att vara sjuk"
- remalsaniĝi "att åter insjukna"
- sanigitino "en kvinnlig person som har blivit botad"
- sanigotoj "personer som kommer att botas"
- saniginda "värd att bota"
- sanigenda "som måste botas"
- sanigilo "ett medel för att bota", det vill säga en bredare synonym för kuracilo eller medicino, "ett läkemedel"
- sanigilejo "ett ställe där det finns läkemedel", synonym till medicinejo eller apoteko
- sanigilejisto "apotekare" synonym till medicinejisto eller apotekisto,
- sanigilejestro "apoteksföreståndare", synonym till medicinejestro eller apotekestro
- sanigilujo "en behållare för läkemedel", till exempel "ett medicinskåp"
- sanulo "en friskus"
- sanuledzino "hustrun till en frisk karl"

osv.
En esperantotalande människa bildar på detta sätt nya ord i stundens ingivelse, samtidigt som hon talar, utan att tänka sig för, och blir omedelbart förstådd av dem som lyssnar, trots att kanske varken talaren eller åhörarna någonsin hört ordet förut. (Ofta lägger de inte ens märke till att det var ett nytt ord). Många klarar på detta sätt att föra samtal på hög nivå trots att de ännu inte tillägnat sig det ordförråd som "egentligen" borde användas (såsom kuracisto, hospitalo, hipokondria, medicino eller apoteko i exemplet ovan). Man kan också lägga märke till att västerlänningar brukar säga apoteko medan kineser kan föredra ordet medicinejo, som bildats på samma sätt som sin kinesiska motsvarighet.

##### Reduplikation
Reduplikation används endast i marginell omfattning i esperanto. När den används har den en intensifieringseffekt liknande den hos suffixet -eg-. De två exemplen på reduplikation är plenplena (proppfull), av plena (full), och finfine (slutligen, äntligen), av fina (slutlig). Hittills har reduplikation bara använts med enstaviga rötter där resultatet anses välljudande, och där esperantos fonotax tillåter att ordklassändelsen avlägsnas från det första ledet.

#### Tabellorden
De korrelativa orden bildas i esperanto på ett särskilt sätt, som kan uppställas som en tabell, och de kallas därför "tabellord". De är ord som används för att ställa och besvara frågorna vad, var, när, varför, vem, vems, hur, hur mycket och hurdan. Det finns nio ändelser för dessa nio frågor, plus fem förled som motsvarar frågande, utpekande, förnekande etc. Genom att lära sig dessa 14 element lär sig talaren hela systemet av 45 adverb och pronomen.
Systemet kan sammanfattas i tabellform på följande sätt:
|                        | ki- frågande             | ti- utpekande    | i- obestämd            | ĉi- allomfattande | neni- nekande                 |
| -u person, bestämd sak | kiu vem, vilken          | tiu den där      | iu någon               | ĉiu varje         | neniu ingen                   |
| -o obestämd sak        | kio vad                  | tio det där      | io någonting           | ĉio allting       | nenio ingenting               |
| -e plats               | kie var                  | tie där          | ie någonstans          | ĉie överallt      | nenie ingenstans              |
| -am tid                | kiam när                 | tiam då          | iam någon gång         | ĉiam alltid       | neniam aldrig                 |
| -a egenskap            | kia hurdan, vilken sorts | tia sådan        | ia något slags         | ĉia alla slags    | nenia inget slags             |
| -el sätt               | kiel hur, på vilket sätt | tiel så där      | iel på något sätt      | ĉiel på alla sätt | neniel på inget sätt          |
| -om mängd              | kiom hur mycket          | tiom så mycket   | iom något, lite        | ĉiom alltsammans  | neniom inget, inte det minsta |
| -al orsak              | kial varför              | tial därför      | ial av någon anledning | ĉial av alla skäl | nenial av ingen orsak         |
| -es ägande             | kies vems                | ties dess, deras | ies någons, någras     | ĉies allas        | nenies ingens                 |

Korrelativorden som börjar med ki- fungerar både som interrogativa pronomen och adverb och som relativa pronomen och adverb, som i många europeiska språk.
De demonstrativa pronomen som slutar på -u kan fungera både som subjekt när de står ensamma, som i ĉiu (var och en), och som attribut till ett substantiv, som i ĉiu tago (varje dag).
De adjektiviska korrelativorden, de som slutar på -ia och -iu, kongruerar med de substantiv de står som bestämning till, på samma sätt som andra adjektiv gör. De och de demonstrativa pronomen som slutar på -io kan också få ackusativändelse när de fungerar som objekt i en sats. Riktningsackusativ används med platskorrelativen på -ie, så att de slutar på -ien (hit, vart, dit, etc.).

### Jämförelse med svenska
En del esperantiska efterleder har ett slags motsvarigheter på svenska. De kan rentav fungera som ögonöppnare för strukturer i svenska språket:
Eco betyder oftast detsamma som -het, -lek, -skap eller -dom i ord som "anständighet", "belåtenhet", "dårskap", "fiendskap", "klokskap", "litenhet", "storlek", "tjocklek", "trofasthet", "visdom", "vithet", "vänskap", "ynkedom" osv.
Igi fungerar som bokstaven g , k eller c (framför ett annat k) i "blidka", "glödga", "jämka", "minska" (av "mindre"), "slacka" (av "slak"), "stadga" (när "stad" betyder plats, jämför med "stadig", "stadfästa", "eldstad"), "svalka", "vidga", "vredgas" och "öka" (av det gamla ordet "öd", rikedom).
Iĝi har samma betydelse som bokstaven n i orden "blåna", "gulna", "kallna", "lättna", "rodna", "slakna", "svartna", "vitna" m. fl.
(Man kan fundera på om inte ordet "storkna" ursprungligen skulle kunna ha översatts till grandigiĝi på esperanto).
Ilo är en ändelse som för tankarna till ett antal redskap på svenska: "hyvel", "hängsel", "mangel", "mejsel", "pegel", "regel" (tjock bräda), "ränsel", "skovel", "skyffel", "skyttel", "spatel", "spegel", "stängsel", "vinkel" (järn) m.fl. Några av dessa ord har en latinsk etymologi (ex. "regula"), men de andra har germanska rötter.

## Historia

### Pionjärtiden
Zamenhof använde sin hemgift för att publicera sin första bok, Unua libro, 1887. Den kom ut på ryska, polska, tyska, franska och engelska och innehöll en grammatiklära, några språkövningar, prosa och poesi i original och översatt, samt en ordlista med 823 ordstammar. Uppsala esperantoklubb, grundad 1891, var världens första som grundades för esperanto. Nürnbergs esperantoklubb var förvisso före, då de började med esperanto 1888, men föreningen hade ursprungligen börjat som volapükklubb.

#### Boulogne-sur-mer
Ett fransk-engelskt esperantomöte genomfördes år 1904 med hundra deltagare. Det sägs ha varit en stark upplevelse för dem som var med. Året efter hölls den första mellanfolkliga esperantokongressen i Boulogne-sur-mer, där även Zamenhof deltog. Där antogs Boulognedeklarationen.

#### Idokrisen
Propagandaarbetet i Frankrike fick framgångar och Louis de Beaufront hade fått esperantorörelsens uppdrag att föra dess talan gentemot den franska regeringen. När det hela nästan var i hamn upptäcktes det att de Beaufront på egen hand ändrat språket i latiniserande riktning, utan förankring med andra esperantister, och att det var denna "reformerade" version som lagts fram för myndigheterna. Företaget väckte stark anstöt och utlöste den så kallade ido-krisen 1907. Idisterna bröt sig ur, bildade en egen rörelse och hade under några årtionden vissa framgångar, men lyckades aldrig åstadkomma den levande kultur och rika litteratur som kännetecknar esperanto.

#### UEA bildas
Det internationella förbundet UEA bildades 1908.

#### Första världskriget
Världskriget var ett stort avbräck för esperantorörelsen, som utgjorde en motpol mot nationalism och krigshets. Genom esperantorörelsens central i Schweiz kunde många brev förmedlas och förlorade kontakter återfinnas mellan de krigförande länderna. Zamenhof dog revolutionsåret 1917.

### Mellankrigstiden
På 1920-talet blev den mellanfolkliga arbetaresperantorörelsen ett viktigt inslag efter att SAT bildades av Eugène Lanti. Hitler var fiende till esperanto. Anhängare till esperanto betraktades misstänksamt som kosmopoliter och ideologin var nazismens raka motsats. Stalin förföljde esperantister, eftersom de hade kontakter med utlandet. I Paris och i Budapest uppstod produktiva esperantiska kulturmiljöer på 1930-talet. Bland aktiva esperantister i Asien fanns författaren Kenji Miyazawa (känd bland annat för sin Ginga tetsudō no yoru).

### Andra världskriget och Kalla kriget
På Unescos möte i Montevideo 1954 debatterades ett förslag att införa esperanto som arbetsspråk. Ett inkallat vittne för motståndarsidan, språkprofessorn Blinkenberg, lade då fram en argumentation som var så överraskande och oseriöst låg att förespråkarna tappade fattningen och förslaget föll. Blinkenberg påstod i princip att eftersom esperanto är ett konstgjort språk så är det oförmöget att uttrycka känslor.
På 1960-talet drev UEA:s ordförande Ivo Lapenna ett intensivt arbete för att få Förenta Nationerna att antaga esperanto. Bland annat lämnades en namninsamling in med underskrifter från enskilda och organisationer som tillsammans företrädde 65 miljoner människor.

### Utbredning idag
Det finns fler esperantotalare i Europa och Östasien än i Nord- och Sydamerika, Afrika och Oceanien, och fler i städer än på landsbygden. Esperanto är särskilt utbrett i länder i de norra och östra delarna av Europa, i Kina, Korea, Japan och Iran i Asien, i Brasilien, Argentina och Mexiko i Amerika, samt i Togo och på Madagaskar i Afrika.
Det är svårt att beräkna antalet esperantotalare. En uppskattning utfördes av Sidney S. Culbert, en pensionerad psykologiprofessor och esperantist, som letade upp och testade alla esperantotalare i utvalda områden i ett antal länder under en tjugoårsperiod. Culbert drog slutsatsen att mellan en och två miljoner människor talar esperanto på nivå 3 på den femgradiga Interagency Language Roundtable-skalan, tillräckligt för att förmedla medelsvåra idéer utan att behöva tveka om rätt ord, och att följa tal, radiosändningar med mera. Culberts uppskattning gjordes inte enbart för esperanto, utan var en del av hans listning av uppskattningar för alla språk med över en miljon talare, som publiceras årligen i World Almanac and Book of Facts. Eftersom Culbert inte publicerade detaljer om sin metodik, eller preliminära resultat för enskilda länder och regioner, är det svårt att avgöra hur riktiga hans resultat är. I World Almanac avrundas antalet talare till närmaste miljon och antalet esperantotalare anges därför som två miljoner. Denna siffra anges också i Ethnologue, som också hävdar att det finns 200 till 2 000 esperantotalare som har språket som modersmål, det vill säga barn som vuxit upp i familjer där esperanto används som hemspråk.
Marcus Sikosek hävdar att siffran 1,6 miljoner är en överskattning. Sikosek uppskattade att även om esperantotalarna var jämnt fördelade över världen skulle ett antal på en miljon världen över innebära att det borde finnas omkring 180 talare i staden Köln. Sikosek hittar endast 30 personer i Köln som talar esperanto flytande, och på samma sätt lägre antal än förväntat på flera andra platser som anses ha en jämförelsevis hög koncentration av esperantotalare. Han noterar också att det totala antalet medlemmar i de olika esperantoorganisationerna är omkring 20 000 (andra uppskattningar är högre). Även om det otvivelaktigt finns många esperantotalare som inte är medlemmar i någon esperantoorganisation anser han det osannolikt att det skulle finnas femtio gånger så många talare som organisationsanslutna. Andra hävdar att en sådan fördelning inte är osannolik.

### Kända svenska esperantister
- Ingemund Bengtsson, talman i riksdagen.
- Nisse Lätt, anarkist och spanienfrivillig. [18]
- Björn Collinder, professor i nordiska språk.
- Karl-Erik Forsslund, folkbildare från Dalarna.
- Kalle Kniivilä, journalist och författare.
- Valdemar Langlet, journalist och livräddare under Förintelsen.
- Otto W. Zeidlitz, präst och författare.

## Användning

### Musik
På esperanto finns mycket poesi och musik, både i original och översatt från andra språk. Ett av de viktigaste musikförlagen för esperantisk musik är idag Vinilkosmo.
Några band med anknytning till Skandinavien som spelar esperantisk originalmusik är: Berce, La Perdita Generacio, Esperanto Desperado och Amplifiki. Det mest aktiva landet med esperantisk musik idag (2008) är Brasilien.

### Film
- Hela dialogen i skräckfilmen Incubus är på esperanto, eftersom skaparna ville använda ett språk utan nationell anknytning.
- I animeserien Martian Successor Nadesico, avsnitt 18, finns ett labb för genetiska experiment namngivet "La Homaro Instituto".
- I Charlie Chaplin's Diktatorn har alla skyltar text på esperanto.
- Science fiction-komedin Red Dwarf har i sina första säsonger skyltar med esperantotext, och ett stående skämt är att karaktären Rimmer är för dum för att lära sig ens det.
- I science fiction-filmen "Gattaca" sker informativa utrop på både esperanto och engelska.

### Tidskrifter
Det publiceras över hundra tidskrifter på esperanto. Några viktiga är Esperanto (organ för Universala Esperanto-Asocio, grundad 1905), Kontakto (utges av ungdomsförbundet Tutmonda Esperantista Junulara Organizo sedan 1963) och Monato, en nyhetstidskrift som grundades 1979.

### Elektroniska medier
Ett antal radiobolag har sändningar på esperanto, däribland Polens statliga radio, Kinas statliga radio och Vatikanstatens radio. Även Internet är numera ett viktigt användningsområde för esperanto. Några populära webbplatser är nyhetssajten Libera Folio och esperantoupplagan av Wikipedia. Bland sociala medier har bland annat Ipernity infört esperanto som ett av sina användningsspråk, medan Esperanto.com är ett exempel på en enspråkig sajt.

### Samtal
Esperanto som talat språk och dialog mellan människor med olika modersmål har blivit vanligare när resandet ökat och telefoni och liknande elektroniska tjänster fungerar allt bättre mellan länder.

#### Kongresser, konferenser och festivaler
En viktig institution i esperantogemenskapen är Universala Kongreso (UK), den årliga världskongressen, där esperantister från många länder möts och använder esperanto. Nästan samtidigt brukar Sennacieca Asocio Tutmonda (SAT) ha sin kongress. SAT är en socialistisk sammanslutning av individer som tar avstånd från nationstillhörighet som princip. Sammankomster för särskilda intressen ordnas också, bland annat ungdomsläger, bergsvandringar, öl- och vinfestivaler, bi- eller trilaterala musikläger mellan grannländer, litteraturseminarier och akademiska kurser i olika vetenskapsgrenar, ofta i regi av Akademio Internacia de la Sciencoj San Marino.

#### Resor
Esperanto används också som ett hjälpmedel vid resor, särskilt genom tjänsten Pasporta Servo, ett nätverk av esperantokunniga personer runt om i världen som tar emot andra esperantister som gäster i sina hem. Ett register över värdar publiceras och uppdateras varje år av ungdomsförbundet TEJO.

#### Korrespondens
Det är också vanligt inom esperantorörelsen att brevväxla med esperantister i andra delar av världen. Korrespondensen över internet har vuxit starkt under 2000-talet.

#### Svordomar
Alla så kallade "fula ord" som finns i svenska och andra språk finns även på esperanto. Deras bruk beror delvis på talarens ursprung: Medan nordbor ofta föredrar religiösa motiv som Mia dio! (min gud), Diable (djävulskt) eller Al infero! (åt helvete), har katoliker en större förkärlek för uttryck med sexuell anknytning. Ordförrådet på det området är också större och mer precist än på svenska. Asiater svär i allmänhet mindre än västerlänningar, åtminstone under mellanfolkliga möten.
Utöver kraftuttryck som anknyter till tro eller kön förekommer svordomar som nämner esperantos uppfinnare eller hörnstenar, exempelvis Sankta Ludoviko! och Noktaj fantomoj! ("nattliga spöken" – en anspelning på en känd dikt av Zamenhof). Förolämpningen "Bluido bofronta" ser vid första anblicken ut som en meningslös ordsammansättning, tills man inser att den syftar på Idokrisens upphovsman. Ibland hörs också rena skämtsamheter såsom Rabato al rabito! ("rabatt till den rånade", en ordlek eftersom 'rab'ato också betyder en som rånas just nu och rab'ito är en som redan har blivit rånad).
År 2006 utlyste norska esperantiska ungdomsförbundet en tävling i saftiga svordomar. Av 57 inkomna bidrag segrade kroatiskan Etel Zavadlav med Fiku fratinon de erinaco ("Knulla systern till en igelkott"). På prispallen kom också spanjoren Manuel Pancorbo Castro med Vi estas pli delikata ol felo de fekaĵo ("Du är ömtåligare än pälsen på en skit").

#### Esperanto som hemspråk
I äktenskap mellan esperantister från olika länder är det naturligt att makarna fortsätter att tala esperanto med varandra, men åtminstone den ena brukar tala sitt modersmål med barnen. I vissa familjer växlar man språk i hemmet på ett överenskommet sätt, till exempel efter situation eller datum, för att hålla isär språken. Barnen snappar ändå upp esperanto snabbt, men kan i tonåren börja blanda in ord ifrån ortens språk om de inte fått någon egentlig undervisning i esperanto. Det förekommer även familjer som är höggradigt (dvs flytande) trespråkiga. Antalet barn som växer upp i esperantisktalande familjer uppskattas till några hundra eller kanske tusen i hela världen. Från och med 1979 anordnas varje sommar familjelägret Renkontiĝo de Esperantaj Familioj (REF) ("Esperantofamiljers möte") i något mellaneuropeiskt land. Att deltaga i REF är så nära man i dag kan komma en esperantisk "bygemenskap".
Språkbruket – vilka ord man sätter på vardagliga saker, husgeråd, maträtter och så vidare – skiljer sig ofta från familj till familj. Under 1900-talets allra sista år ledde ett internetbaserat internationellt samarbete mellan esperantiska familjer under ledning av finländaren Jouko Lindstedt fram till publiceringen av Hejma vortaro ("Ordlista för hemmet"), ett försök att normera vardagsspråket.
En person som vuxit upp i en esperantotalande familj kallas de'nask'ul'o ("från-födsel-person"). En känd denaskulo är finansmannen George Soros, vars far bl.a. skrev boken Maskerado antaŭ la morto ("Maskerad inför döden") om naziterrorn mot judar i Ungern.

### Språkundervisning

#### Esperanto är lätt att lära sig
Rubrikens påstående är vanligt i diskussionen om esperanto. Det finns dock stöd för påståendet, exempelvis:
- En studie vid Columbia University, New York, USA 1925–1931 visade att 20 timmars esperantoundervisning ger högre resultat än 100 timmars undervisning i franska, tyska, italienska eller spanska.
- Enligt försök 1947–1951 i Sheffield, Storbritannien (från 1948 även i Manchester) lär sig ett barn lika bra esperanto på 6 månader som det lär sig franska på 4–5 år. Efter några månaders esperantoundervisning får man även bättre resultat i inlärningen av andra språk.
- 1970 inleddes experiment i fem länder (Bulgarien, Italien, Jugoslavien, Ungern och Österrike) under ledning av professor István Szerdahelyi i Budapest. Efter tre års undervisning jämfördes kunskaperna i esperanto, tyska, engelska, italienska och ryska. Man konstaterade att eleverna kunde uttrycka sig bättre på esperanto än de elever som läst andra språk lika länge.
- I Ungern krävs sedan 1990-talet godkänt betyg i ett valfritt främmande språk för att få tillträde till högre studier. Statistiken visar att ett stort antal studerande, som inte är språkintresserade utan bara vill få godkänt språkbetyg så snabbt som möjligt, väljer att läsa esperanto.

#### Esperanto underlättar inlärning av andra språk
Redan 1908 uppmärksammade Antoni Grabowski i en artikel i Pola Esperantisto konkreta exempel, där föregående inlärning av esperanto underlättat inlärning av franska och latin, vilket på den tiden överraskade läsarna.
I ett försök som började år 1919 i en flickskola i Durham i Storbritannien med två parallella klasser fick den ena klassen läsa esperanto i ett halvår medan den andra läste franska. Följande år läste båda klasserna franska. Det visade sig att den klass som läst esperanto gjorde snabbare framsteg i franska och förstod mer.
Ett mer omfattande experiment organiserades 1928–1931 av IALA (International Auxiliary Language Association) under ledning av Helen S. Eaton. Inverkan av språkorienterande undervisning (LOI) på resultaten i modersmålet engelska och de främmande språken franska och latin iakttogs. I ett gymnasium ("high school") i New York lärde sig en klass esperanto enligt en specialmetod och -läsebok av Eaton, en klass lärde sig franska enligt specialmetod och den tredje franska efter klassisk metod. Följande läsår, när alla tre klasserna fick samma slags undervisning i franska, hade de som läst esperanto bättre resultat i både modersmålet och i de främmande språken.
Ett liknande försök, med hjälp av noggranna prov i allmän och verbal intelligens, genomfördes av J. H. Halloran vid gymnasiet ("secondary school") i Sheffield i Storbritannien med fyra klasser med inalles 120 elever. För de mer intelligenta eleverna hade föregående inlärning av esperanto ingen avgörande betydelse, men för de mindre intelligenta klasserna syntes bättre resultat i franska för dem som först läst esperanto än för dem som bara läst franska.
I en studie 1958–1963 i en skola i Somero i Finland under överinsyn av finska undervisningsministeriet fann man, att efter en esperantokurs nådde elever högre nivå i tyska än andra, som bara läst tyska, även om de andra läst tyska ett år längre. De blev dessutom mer aktiva och kreativa i sina studier och visade större självsäkerhet.
År 1970 genomförde professor István Szerdahelyi i Budapest ett försök i en skola där barnen först fick lära sig esperanto och sedan antingen ryska, engelska, tyska eller franska. Jämfört med kontrollgruppen, som inte lärt sig esperanto, förbättrades deras resultat i ryska med 25 %, tyska 30 %, engelska 40 % och franska 50 %. Sammanlagt kunde skolan därmed spara in 250 lektionstimmar med bibehållet resultat.
Ett försök satte igång år 1975 med de fem länderna Belgien, Frankrike, Grekland, Nederländerna och Tyskland. Tester visade att esperanto var lättare än engelska att lära sig. I Tyskland deltog 600 grundskoleelever i experimentet 1975–1984 enligt paderbornmodellen som utvecklats vid FEoLL (Forschungs- und Entwicklungszentrum für objektivierte Lern- und Lehrverfahren). Undervisningen omfattade två veckotimmar i tredje och fjärde årskursen. Barnen fick inte lära sig hela språket, utan valda delar av grammatik och ordförråd. Barnen, som hade olika modersmål, kunde snart kommunicera med varandra på det inlärda språket. Även hos de tyska barnen visade det sig, att de som först fått undervisning i esperanto hade bättre studieresultat, både i engelska och i modersmålet. Dessa elever hade dessutom blivit duktigare i matematik eftersom de inte var rädda för att tänka logiskt, dra slutledningar och använda algoritmer, vilket de lärt sig i det språk som saknar undantag. Även geografikunskaperna förbättrades i och med att intresse (och brevväxling) uppstod för de andra länder, där elever lärde sig samma saker som de. De elever som inte först fått lära sig esperanto behövde 35 % längre tid för att nå samma nivå i engelska som de som läst esperanto i två år och 20 % längre tid än de som läst det i ett år. Med andra ord gav 160 lektionstimmar i esperanto en minskning av inlärningstiden för engelska med 26 % och 80 lektioner en minskning med 17 %.
För närvarande pågår en liknande studie där universitetet i Manchester är inblandat. Engelska skolbarn får lära sig esperanto för att bättre kunna tillägna sig undervisningen i andra språk.

## Rörelse

### "Neutrala" förbund
Den största esperantoorganisationen är Universala Esperanto-Asocio (UEA), som grundades 1908, och som nuförtiden har sitt högkvarter i Rotterdam i Nederländerna. Knutet till UEA är världsungdomsförbundet Tutmonda Esperantista Junulara Organizo (TEJO). UEA organiserar esperantos världskongresser som hållits årligen sedan 1905, med undantag för åren under första och andra världskrigen. UEA hade medlemmar i 117 länder 2005, och nationella medlemsorganisationer, däribland Svenska Esperantoförbundet, i 90 länder.
Dessa organisationer har kallat sig "neutrala" under 1900-talet därför att de inte velat ta ställning i motsättningen mellan kapitalism och socialism. De har heller inga band till vissa trosriktningar eller andra splittrande rörelser, även om både religiösa och politiska föreningar anslutit sig till dem i deras egenskap av paraplyorganisationer.

### Den socialistiska esperantointernationalen
Arbetarorganisationen Sennacieca Asocio Tutmonda (SAT) bildades 1921 av fransmannen Eugène Adam, på esperanto känd som Eŭgeno Lanti. Redan namnet är radikalt "kosmopolitiskt" och omständligt att översätta till svenska: Sen'naci'ec'a Asocio Tut'mond'a uttyds ordagrant "Utan-nation-s-het-lig Förening Hel-världs-lig", alltså en förening som anser att nationstillhörighet är något överflödigt. SAT samlar socialister ur både socialdemokratiska och kommunistiska led, men av tradition har syndikalister ett starkt inflytande i organisationen. SAT ger ut tidskriften Sennaciulo och Plena Ilustrita Vortaro (PIV), den främsta normgivande ordboken på esperanto, och håller världskongress varje år, vanligen strax före UEA:s kongress.
Svenska arbetaresperantoförbundet Sveda Laborista Esperantista Asocio (SLEA), som sedan många år leds av Pelle Persson i Stockholm, ansluter sig till SAT:s ideologi.

### Trosrörelser för esperanto
Inom esperantorörelsen finns föreningar för kristna, för katoliker, för buddhister och några andra religiösa riktningar. Både de förre påvarna, Johannes Paulus II och Benedictus XVI har hållit gudstjänster på esperanto. Bahairörelsens profet har uttalat sig för ett gemensamt världsspråk, vilket många bahaier tolkat som ett stöd för esperanto. I Brasilien är esperanto utbrett till stor del tack vare en stark spiritistisk rörelse som verkar för andlighet och esperanto. Den nya japanska religionen Omoto, som beskrivs i en doktorsavhandling av Leif Nordenstorm, har ett par hundratusen anhängare, ser Zamenhof som en av sina profeter och förordar esperanto sedan 1924. Martinus förespråkade esperanto och det danska Martinusinstitutet ger böcker, skrifter, kurser och seminarier om Martinus' kosmologi på språket.

### Esperantogårdar
Runt om i världen finns idag ett tiotal hus, vandrarhem, kursgårdar eller skolor som använder och främjar esperanto. De drivs vanligen som självständiga kooperativ eller stiftelser. Ett av dem ligger i Värmland, nämligen Esperanto-Gården i Lesjöfors.

### Esperanta Civito
En ny gren av esperantorörelsen, Esperanta Civito, är ett försök att skapa de institutioner, som bygger upp en federal statsbildning. Esperanta Civito bildades 1998 i Chaux-de-Fonds i Schweiz och leds av Giorgio Silfer. En sak som fått många esperantister att ta avstånd från idén är att Esperanta Civito, i motsats till "vanliga" stater, inte har något eget territorium.

### Homaranismo
För Zamenhof var det aldrig ett självändamål att skapa esperanto, utan språket var ett medel för att skapa en bättre värld där alla människor oavsett ursprung skulle behandla varandra som bröder (syskon). År 1901 formulerade han denna idé i hilelismen, ett förslag till ny "neutral" religion uppkallad efter en rabbin som levde samtida med Jesus. Hilels budskap var helt enkelt människokärlek, att man ska behandla andra människor så som man själv vill bli behandlad. År 1906 döpte Zamenhof om idén till homaranismo, ett sammansatt ord bildat på hom'ar'o, "mänsklighet(en)". Det nya namnet var kulturellt mer neutralt och ledde inte tankarna till judendomen. Homaranismens grundtanke har även kallats esperantos interna ideo (inneboende idé). Zamenhof lyckades dock aldrig grunda en homaranistisk rörelse och blev avbruten av första världskrigets utbrott. På senare år har emellertid idén fått ny kraft inom esperantorörelsen.

## Esperantomärken

### Skaldat

#### Esperantohymnen
Esperantohymnen, författad av Zamenhof och tonsatt av de Menil, är den stamsång som alla delar av esperantorörelsen delar.

#### La vojo
La vojo, "Vägen", är en dikt av Zamenhof som sammanbitet, halvt pessimistiskt men ändå okuvligt, talar om det hårda och otacksamma arbetet som väntar för att sprida esperanto.

### Symboler

#### Esperantostjärnan
Den första och främsta esperantosymbolen är en grön regelbunden femuddig stjärna med spetsen uppåt. Den gröna färgen är hoppets färg och de fem uddarna står för fem världsdelar.
Stjärnan lånades sedermera av den socialistiska internationalen, som ändrade färgen till röd.

#### Esperantoflaggan
Esperantoflaggan är grön med ett vitt fält i övre vänstra hörnet (dvs närmast flaggstången). Mitt i det vita fältet står den gröna stjärnan. Flaggan tillhörde ursprungligen esperantoklubben i Boulogne-sur-mer och antogs av den första världskongressen där år 1905.
Flaggans mått är höjd 40, bredd 60, den vita rutan i övre hörnet 20 x 20 och stjärnan i dess mitt har radien 7.

#### Jubileumsklotet
Till esperantos hundraårsfirande 1987 utlyste UEA en tävling om jubilea simbolo. Vinnande bidrag blev ett grönt jordklotsliknande märke på vit botten, i formen av bokstaven E med en halvcirkel till rygg (eller en "öppnad" liten bokstav e) och till höger om den dess spegelbild.

##### Epostsignaturen
År 2008 föreslogs på esperantosajten Amikumu.com att esperantotalande personer införlivar en "elektronisk variant" av jubilea simbolo i sin epostsignatur: ЄЭ
Detta förslag har ännu inte fått så stort genomslag.

### Bemärkelsedag
Zamenhofdagen firas på upphovsmannens födelsedag den 15 december. På senare tid har den även börjat kallas Esperantodagen och blivit tillfälle för litteratursammankomster inom esperantorörelsen, med bokrecensioner, diktuppläsning mm.

## Kritik mot esperanto
Några språkliga företeelser i esperanto som ofta kritiseras som opraktiska och försvårande är de ovanliga bokstäverna med diakritiska tecken (vilka dock numera ingår i datorstandarden Unicode), den obligatoriska ackusativböjningen och adjektivens kongruens. Dessa synpunkter har också givit upphov till reformförslag och tagits upp i ido.

### Europeiskhet
En vanlig kritik mot esperanto som världsspråk är att det är för eurocentriskt, det vill säga att det utgår för mycket från europeiska språk, i synnerhet vad gäller ordförrådet som nästan uteslutande bygger på romanska och germanska språk. Ett vanligt svar på denna kritik är att romanska och germanska språk är mycket mer spridda över världen än andra språk, och att ett språk med lika andel ord från ett stort antal vitt skilda språk skulle vara till större delen obegripligt för de flesta människor, medan det finns en chans för personer utanför Europa att känna igen stora delar av esperantos ordförråd genom kunskaper i något romanskt eller germanskt språk.
En motsatt kritik är att esperantos ordförråd och struktur inte är tillräckligt europeiska, utan att de innehåller för många drag som inte återfinns i de europeiska nationalspråken och som gör det onödigt svårförståeligt för den som kan något europeiskt språk. Med detta synsätt borde ett internationellt språk i högre grad utgå från det som är gemensamt i de europeiska, främst västeuropeiska, språken. Denna kritik ligger bakom utvecklandet av flera av de f.d. rivaliserande förslagen till internationellt hjälpspråk, till exempel ido och interlingua. Dessa alternativ har samtidigt tappat i strukturell enkelhet och finner ytterst få anhängare utanför de latinska och germanska språkområdena.

### Könsojämlikhet
En annan vanlig modern kritik är att språket anses sexistiskt, därför att ord för personer i sin grundläggande form i vissa fall betecknar en man, medan ordet för den kvinnliga motsvarigheten är avlett ur detta med suffixet -in. Betecknande är att ordet för "kvinna", virino, är avlett ur ordet för "man", viro. Det har blivit vanligare att använda de oavledda formerna för yrken som könsneutrala ord snarare än som maskulina, men för många ord är det fortfarande obligatoriskt att använda femininsuffixet.
I ursprunglig esperanto kan ett ords maskulinitet visas genom att man lägger till förleden vir-, exempelvis virbovo ("tjur") eller virkoko ("tupp"). Det finns förslag om mer radikala reformer för att avskaffa vad som uppfattas könsdiskriminerande språkbruk, till exempel att införa maskulinsuffix -iĉ eller -uĉ som parallell till femininsuffixet, men dessa används fortfarande sällan.

### Övriga esperantoorganisationer i Sverige
- Sveriges Esperantisters Ungdomsförbund
- Sunda Esperanto Agado Nätverk mellan föreningar i Skåne/Själland
- Svenska Arbetar Esperanto Förbundet
- Esperanto-Gården